# Porofor
Porofor – substancja służąca do wytwarzania płynnych lub stałych pian. Stosowane są zarówno do wytwarzania spienionych tworzyw sztucznych i gum, jak i produktów spożywczych (np. chleb i ciasta – produkowane z użyciem proszku do pieczenia – lub bita śmietana).
Podział ze względu na mechanizm wytwarzania porów:
- fizyczne
  - sprężone gazy, np. powietrze[1], azot lub CO
2[7]
  - niskowrzące ciecze, np. węglowodory (np. pentan, heksan, heptan[6]), halogenowane węglowodory (np. chlorometan[6][8]), alkohole, etery, ketony[4]
- chemiczne – związki rozkładające się z wydzieleniem produktów gazowych
  - związki nieorganiczne, np. NaHCO
3, NH
4HCO
3, (NH
4)
2CO
3[1], NH
2NH
2[1][9] lub NaN
3[9]
  - związki organiczne, np. azodikarbonamid(inne języki) ()[4][9] lub benzenosulfonylohydrazyd (C
6H
5−SO
2−NH−NH
2)[9]